# Adam LaRoche
David Adam LaRoche (né le 6 novembre 1979 à Anaheim, en Californie aux États-Unis) est un joueur de premier but au baseball. 
Fils de Dave LaRoche et frère aîné d'Andy LaRoche, tous deux anciens joueurs professionnels, Adam LaRoche joue dans la Ligue majeure de baseball de 2004 à 2015. Il frappe 255 circuits durant sa carrière et gagne en 2012 un Gant doré et un Bâton d'argent avec les Nationals de Washington, l'une des 6 équipes pour lesquelles il évolue en 12 saisons.

## Carrière

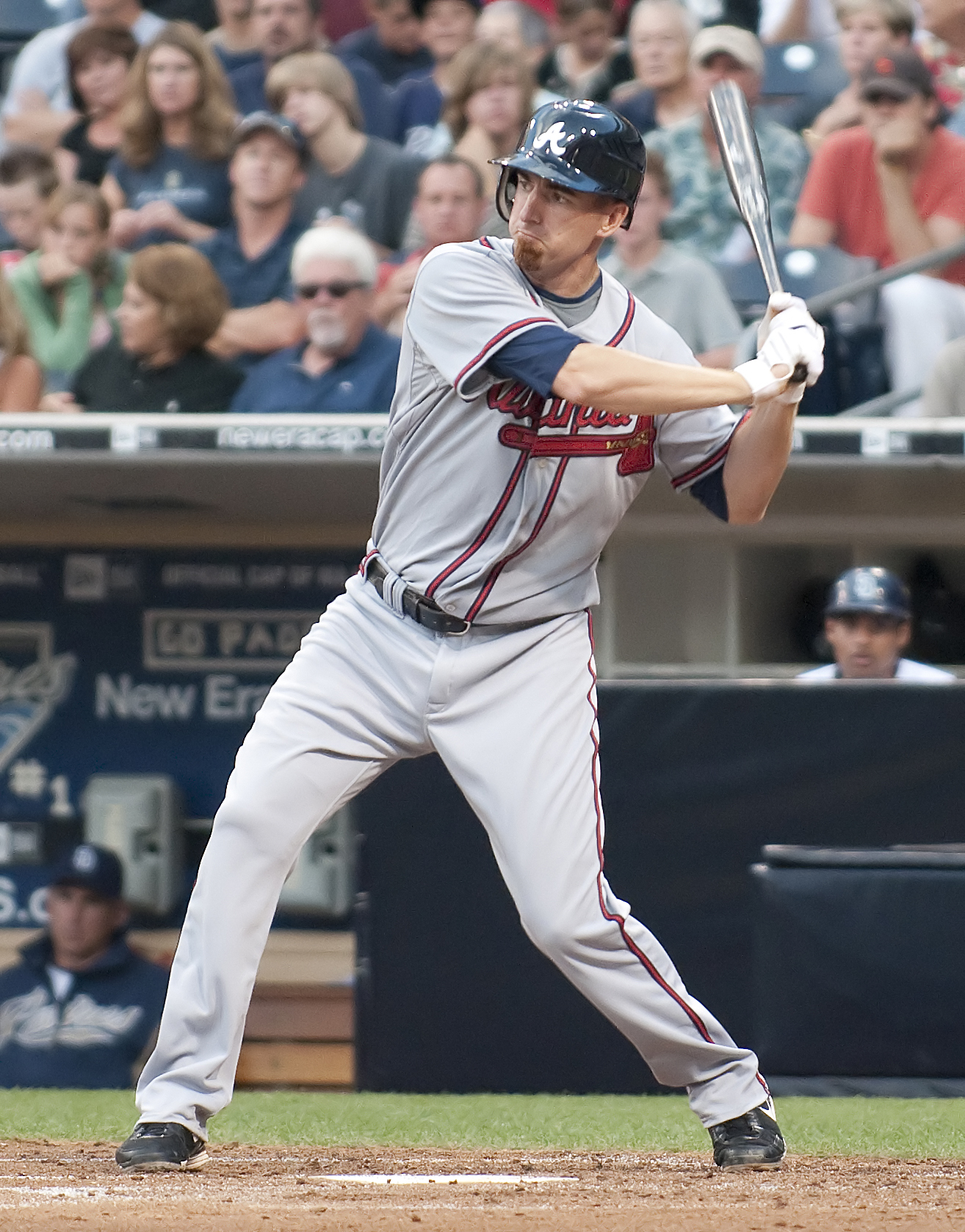
Adam LaRoche en 2009 avec les Braves d'Atlanta.

### Scolaire et universitaire
Adam LaRoche joue au baseball, au football américain et au basket-ball pour son école secondaire, le Fort Scott High School à Fort Scott (Kansas).
Repêché en 1998 et 1999 par les Marlins de la Floride, Adam LaRoche ne signe pas et poursuit ses études au Fort Scott Community College à Fort Scott (Kansas) en 1999, puis au Seminole State College à Seminole (Oklahoma) en 2000. 

### Professionnelle
Il rejoint les rangs professionnels au terme de repêchage amateur de juin 2000. Il est sélectionné par les Braves d'Atlanta. Adam LaRoche débute en Ligue majeure le 7 avril 2004 et s'impose dès la saison 2004 comme titulaire au poste de premier but.
Il participe aux séries éliminatoires en 2004 et 2005 avec les Braves. L'équipe est chaque fois éliminé en Série de division, mais le jeune joueur se distingue avec quatre points produits en cinq matchs contre Houston la première année, puis avec quatre coups sûrs en huit présences au bâton et six points produits en 2005, toujours contre les Astros, éventuels champions de la Ligue nationale.
En 2006, il frappe un record personnel de 32 coups de circuit et produit 90 points avec les Braves.
Il est transféré le 19 janvier 2007 chez les Pirates de Pittsburgh à l'occasion d'un échange impliquant plusieurs joueurs. En 2007, LaRoche cogne 21 circuits et produit 88 points. Il enchaîne en 2008 avec une saison de 25 longues balles et 85 points produits.
Le 22 juillet 2009, les Pirates échangent LaRoche aux Red Sox de Boston contre deux joueurs des ligues mineures, l'arrêt-court Argenis Díaz et le lanceur droitier Hunter Strickland. Le 31 juillet 2009, il est échangé aux Braves d'Atlanta en retour du premier-but Casey Kotchman. Avec ces trois équipes en 2009, LaRoche totalise 25 circuits et 83 points produits.
Devenu agent libre, LaRoche signe en janvier 2010 un contrat d'un an pour 4,5 millions de dollars avec les Diamondbacks de l'Arizona. LaRoche connaît une saison de 25 circuits et 100 points produits en 2010 avec l'équipe de dernière place. Il s'agit de sa première saison de 100 points produits en carrière. Néanmoins, les D-Backs décident de ne pas exercer leur option sur le contrat de LaRoche pour la saison 2011, et le joueur devient agent libre.

#### Nationals de Washington

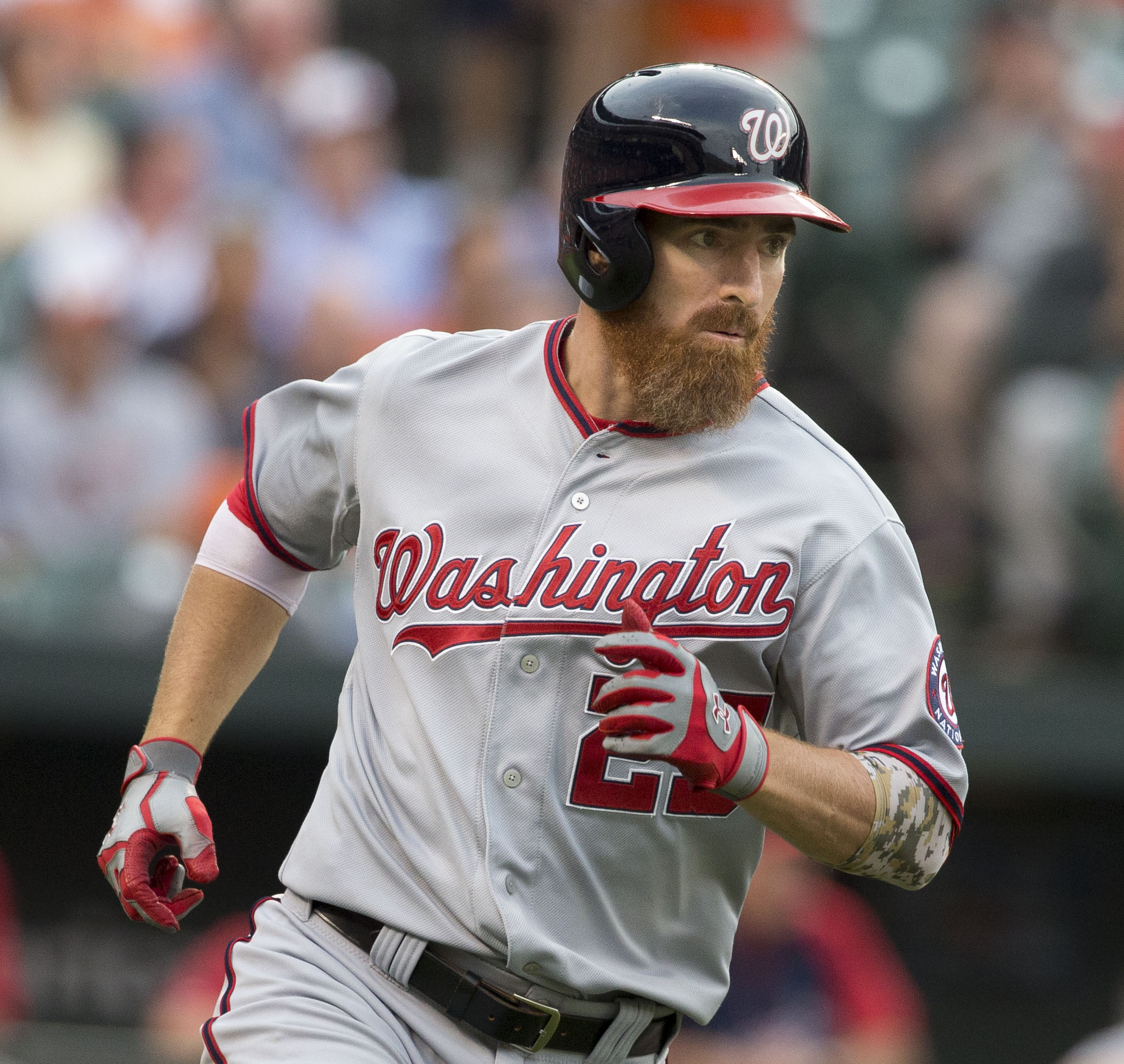
LaRoche en 2014 avec les Nationals de Washington.

À la suite du départ d'Adam Dunn pour les White Sox de Chicago après la saison 2010, les Nationals de Washington engagent Adam LaRoche. L'agent libre accepte en janvier 2011 un contrat de deux ans d'une valeur de 16 millions de dollars. Une opération à l'épaule gauche met fin à sa première saison en juin, alors qu'il ne frappe que pour une moyenne au bâton de ,172.
En 2012, il aide les Nationals à remporter le premier titre de division de leur histoire. Détenteur d'une moyenne au bâton de ,271 et d'une moyenne de puissance de ,510 en 154 matchs joués, LaRoche mène les Nats avec 33 circuits et 100 points produits. Il ajoute 2 circuits en 5 matchs dans la Série de division perdue par les Nationals aux mains des Cardinals de Saint-Louis. Le joueur de premier but est récompensé en 2012 par un Bâton d'argent et un Gant doré comme meilleur de la Ligue nationale offensivement et défensivement à sa position. Il prend aussi le 6e rang du vote de fin d'année désignant le joueur par excellence de la saison, ce qui marque la première fois qu'il est considéré pour un tel honneur.
En 2013, LaRoche connaît une année décevante avec 20 circuits, 62 points produits et une moyenne au bâton de ,237 en 152 matchs joués. Sa moyenne de puissance chute à ,403.
Il rebondit avec une bonne saison 2014, aidant les Nats à gagner leur second titre de la division Est en trois ans. En 140 matchs joués, LaRoche frappe 26 circuits et produit 92 points, en plus d'élever sa moyenne au bâton à ,259 et sa moyenne de puissance à ,455. Il devient agent libre après n'avoir réussi qu'un coup sûr en 19 passages au bâton dans les 4 matchs éliminatoires des Nationals, battus en Série de divisions par San Francisco.

#### White Sox de Chicago
Le 25 novembre 2014, LaRoche rejoint les White Sox de Chicago sur un contrat de deux ans d'une valeur de 25 millions de dollars.
Il est frappeur désigné des White Sox en 2015 mais déçoit à la première année de son contrat avec une médiocre moyenne au bâton de ,207 et seulement 12 circuits, sa plus faible production en carrière (exception faite de sa saison d'à peine 43 matchs en 2011).
Le 15 mars 2016, durant le camp entraînement printanier des White Sox, Adam LaRoche annonce sa retraite sportive, renonçant par le fait même à une dernière année de contrat qui lui aurait rapporté 13 millions de dollars. Il ne donne au départ pas de détails sur sa décision soudaine mais tweete que « la famille passe en premier ». Le lendemain, le président des White Sox, Kenny Williams, soutient que LaRoche a décidé de quitter le club après que la direction lui eut reproché la présence de son fils de 14 ans, Drake, dans le vestiaire. LaRoche confirme par communiqué qu'on l'avait assuré avant la signature de son contrat en 2015 que la présence de son fils dans l'entourage de l'équipe serait permise, ce qui était une de ses conditions pour choisir les White Sox, mais que Williams lui avait conseillé de réduire significativement le temps passé par son fils dans le vestiaire en 2016, avant de plus tard carrément lui en interdire l'accès. Les coéquipiers de LaRoche chez les White Sox avaient d'ailleurs prévu un boycott d'un match présaison afin de le soutenir.